# Gândacul gropar
Gândacul gropar (Necrophorus germanicus) este un gândac care are lungimea de 20–30 mm. Îngropa cadavre de animale mici, în care depune ouăle, și cu care se hrănesc larvele.